# 1-й Український фронт
1-й Украї́нський фронт — оперативно-стратегічне об'єднання радянських військ з 20 жовтня 1943 року до 10 червня 1945 року у Другій світовій війні. Створений у результаті перейменування Воронезького фронту.

## Історія
Здійснив Київську наступальну операцію 1943, в 1943—1944 — Житомирсько-Бердичівську, Корсунь-Шевченківську, Рівненсько-Луцьку, Проскурівсько-Чернівецьку і Львівсько-Сандомирську операції.
У січні—березні 1945 війська фронту провели Сандомирсько-Силезьку, Верхньо-Сілезьку, Нижньо-Сілезьку наступальні операції.
У квітні—травні 1945 брали участь у Берлінській та Празькій операціях.

## Структура
Бойовий склад на 1 січня 1944 р.
- 1-а гвардійська армія
- 13-та армія
- 18-а армія
- 27-а армія
- 40-а армія
- 60-а армія
- 1-а танкова армія
- 3-я гвардійська танкова армія
- 2-а повітряна армія
- З'єднання та частини фронтового підпорядкування . 
 У складі фронту були укріплені райони (УР): 54-й УР та 159-й УР

## Командувачі
- генерал армії Микола Ватутін (жовтень 1943 — березень 1944),
- Маршал Радянського Союзу Георгій Жуков (березень — травень 1944),
- Маршал Радянського Союзу Іван Конєв (травень 1944 — травень 1945).